# Афанасьевка (Белгородская область)
Афанасьевка — село в Алексеевском районе Белгородской области, центр и единственный населённый пункт Афанасьевского сельского поселения.

## География
Расположено в восточной части Белгородской области, в 19 км к северу от районного центра, города Алексеевки.
Улицы и переулки
| - ул. 50 лет Октября - ул. Козиной - ул. Комарова - ул. Красноармейская - ул. Максима Горького - ул. Новая - ул. Ольминского - ул. Плеханова - ул. Чапаева |

## История
Село известно по документам с 1669 года. Краеведы объясняют происхождение его названия от имени Афанасия Вихрова. По другим сведениям известно, что до 1774 года, до открытия здесь новой церкви Афанасия Великого Александрийского, село называлось Старое Солдатское. Поэтому, по всей вероятности, название присвоено не по первопоселенцу, а по святому Афанасию Александрийскому.
В дачах села близ урочища Долгой Яруги есть вал, называемый «городищем».
Ранее Афанасьевку окружали вековые леса, и селяне нередко охотились на диких кабанов, зубров, соболя и бобров.
Особое место занимал ежегодный сбор диких груш и яблок. Лесные фрукты многими тысячами пудов уходили на юг, попадали и в Москву, где из них делали отменный квас. Собирали афанасьевцы ежегодно и до тысячи пудов лесных орехов.

## Население
| 1859  | 1897  | 2002  | 2010  | 2012  | 2013  | 2014  |
| ----- | ----- | ----- | ----- | ----- | ----- | ----- |
| 1535  | ↗2072 | ↘1241 | ↗1265 | ↘1246 | ↘1211 | ↘1189 |
| 2015  | 2016  |       |       |       |       |       |
| ↘1166 | ↘1156 |       |       |       |       |       |

## Образование
В селе действует Муниципальное бюджетное общеобразовательное учреждение «Афанасьевская средняя общеобразовательная школа».

## Религия
Афанасьевка относится к Валуйско-Алексеевской епархии.
В селе действует храм Святителя Василия Великого.

### Памятники и мемориалы
Братская могила советских воинов, погибших в боях с фашистскими захватчиками в 1943 году.

### Известные люди
- Веретенников, Иван Иванович — российский фольклорист, композитор, заслуженный работник культуры Российской Федерации.
- Валуйских, Владимир Михайлович (1965—1984) — погиб в Афганистане, награждён орденом Красной Звезды.